# Малич, Арьян
Арьян Малич (босн. Arjan Malić; род. 28 августа 2005, Есенице, Словения) — боснийский футболист, защитник клуба «Штурм» и сборной Боснии и Герцеговины.

## Карьера
Играл за молодежную команду клуба «Рид». В июле 2023 года стал игроком основной команды. Дебютировал во Второй Бундеслиге Австрии 30 июля в матче с «Флоридсдорфом». В июле 2024 года перешел в «Штурм». Дебютировал в Чемпионате Австрии 6 октября в матче с «Ред Булл Зальцбург».

## Карьера в сборной
Играл за молодежные сборные Словении и Боснии. Дебютировал за основную сборную Боснии 21 марта 2025 года в матче квалификации Чемпионата мира 2026 с Румынией.